# Барабановка (Новосергієвський район)
Бараба́новка (рос. Барабановка) — село у складі Новосергієвського району Оренбурзької області, Росія.

## Населення
Населення — 718 осіб (2010; 694 у 2002).
Національний склад (станом на 2002 рік):
- росіяни — 86 %